# Maisse
Maisse ist eine französische Gemeinde mit 2.804 Einwohnern (Stand: 1. Januar 2022) im Département Essonne in der Region Île-de-France. Sie gehört zum Arrondissement Évry und ist Mitglied im Gemeindeverband Communauté de communes des 2 Vallées. Die Einwohner werden Maissois und Maissoises genannt.

## Geographie
Maisse liegt etwa 52 Kilometer südlich von Paris am Fluss Essonne. Die Gemeinde liegt im Regionalen Naturpark Gâtinais français. Umgeben wird Maisse von den Nachbargemeinden Courdimanche-sur-Essonne im Norden, Milly-la-Forêt im Osten, Buno-Bonnevaux im Südosten, Gironville-sur-Essonne im Süden sowie Valpuiseaux im Westen.

## Bevölkerungsentwicklung
| 1962 | 1968 | 1975 | 1982 | 1990 | 1999 | 2006 | 2019 |
| ---- | ---- | ---- | ---- | ---- | ---- | ---- | ---- |
| 1402 | 1385 | 1592 | 1945 | 2495 | 2622 | 2647 | 2780 |

## Sehenswürdigkeiten
- Kirche Saint-Médard, seit 1926 Monument historique
- Höhle mit urzeitlichen Malereien, seit 1955 Monument historique
- Friedhofskreuz, seit 1965 Monument historique

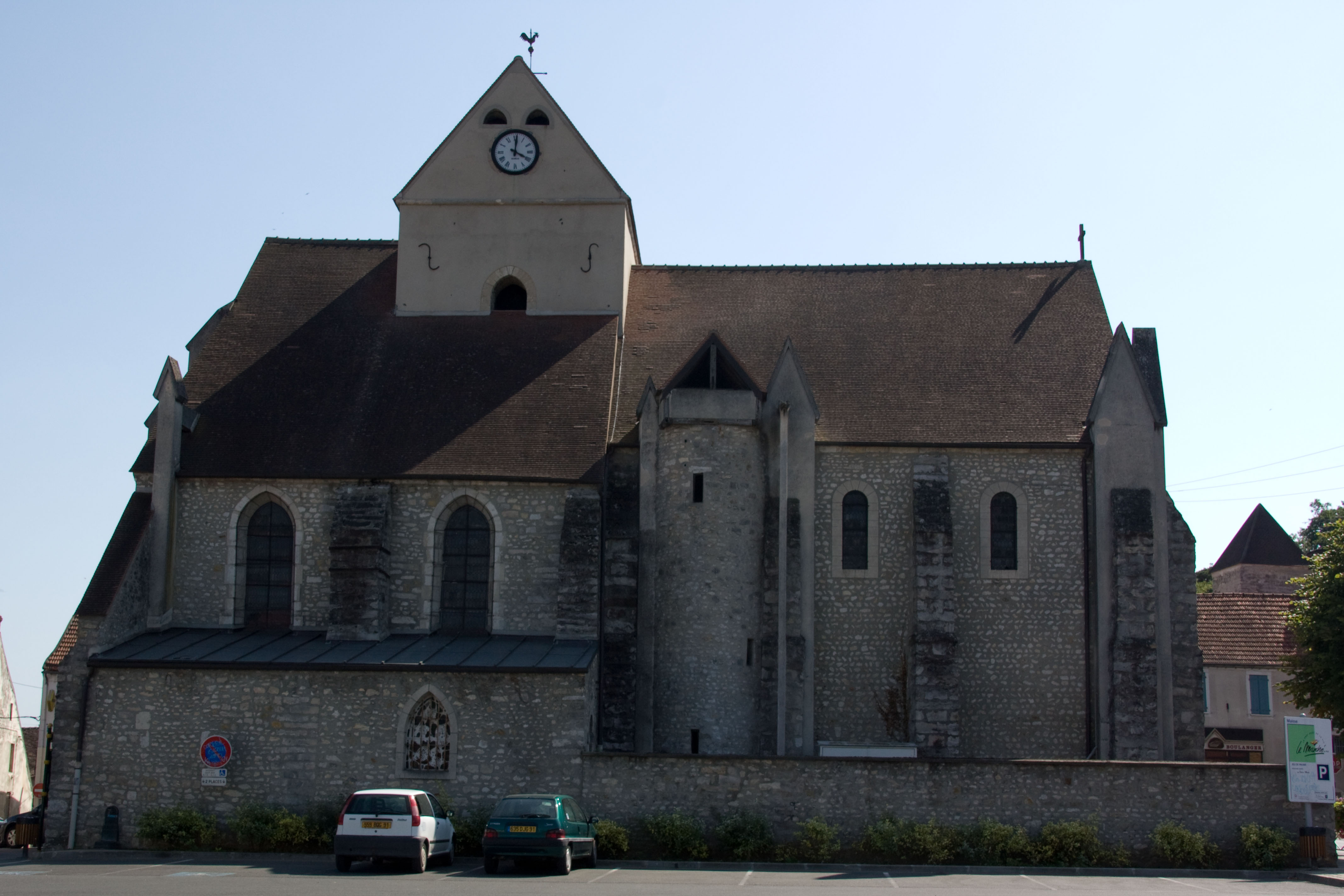
Kirche Saint-Médard

- Wasserturm

## Gemeindepartnerschaft
Mit der deutschen Gemeinde Morsbach in Nordrhein-Westfalen besteht seit 1970 eine Partnerschaft.